# Hendrik Conscience
Pour les articles homonymes, voir Conscience (homonymie).
Hendrik Conscience, né Henri Conscience le 3 décembre 1812 à Anvers (Deux-Nèthes, Empire français) mort le 10 septembre 1883  à Ixelles (Bruxelles), est un écrivain belge d'expression néerlandaise.

## Enfance et adolescence

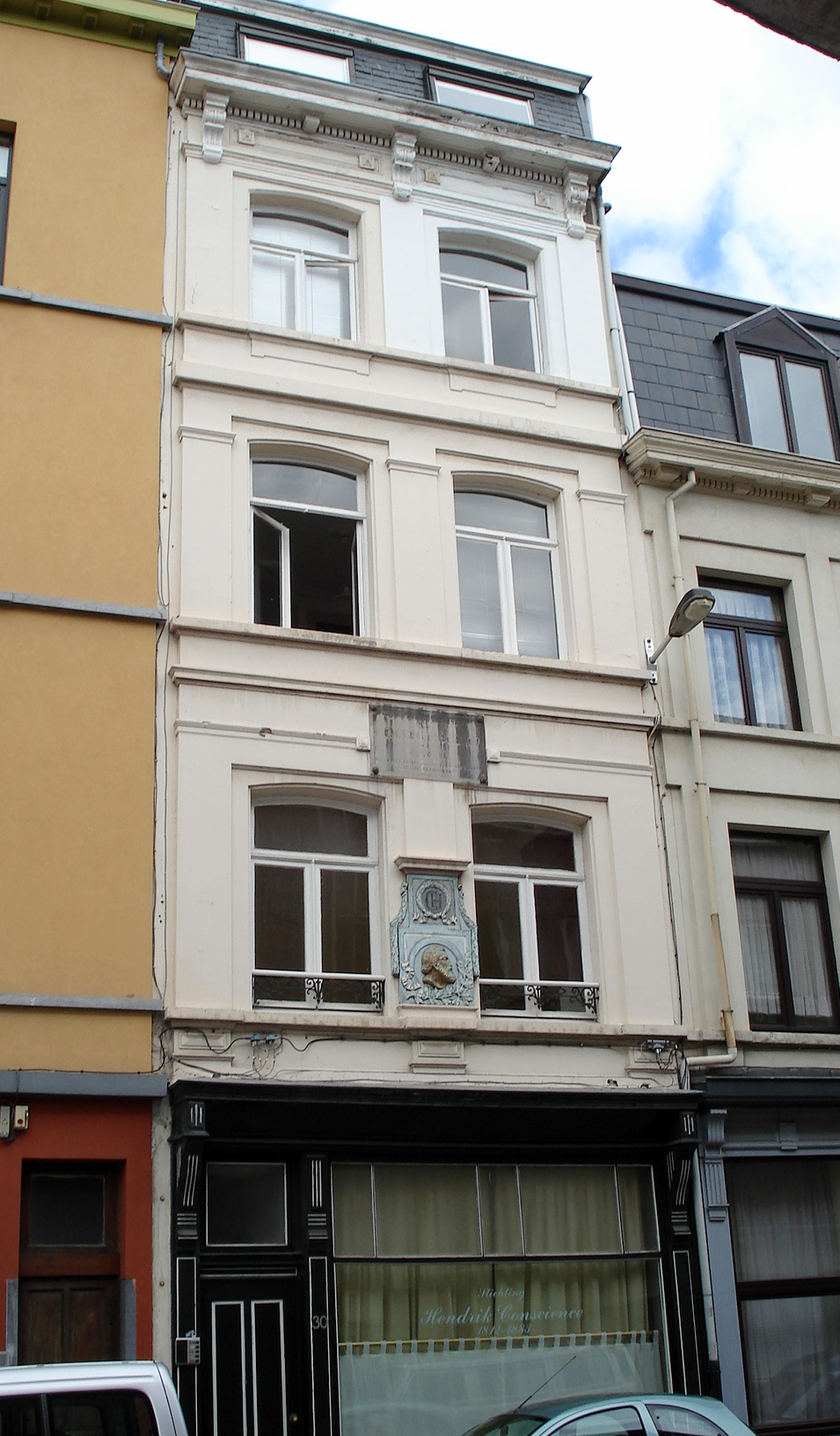
Maison natale de Conscience, Pompstraat, à Anvers

Henri est le fils de Pierre Conscience, un natif de Besançon. Celui-ci avait été chef de timonerie dans la marine de Napoléon Bonaparte et nommé sous-directeur du port d'Anvers en 1811 quand la ville était française. Lorsque la ville fut soustraite à l'empire, Pierre resta. C'était une personne très excentrique, qui achetait et démontait les navires hors d'usage et immobilisés dans un port alors bien rempli du fait de la paix.
L'enfant grandit dans une vieille boutique remplie d'objets maritimes auxquels le père ajoute ensuite une collection de livres invendables. Parmi ces livres figurent de vieux romans qui enflamment l'imagination de l'adolescent.
Sa mère meurt en 1820. Le garçon et son jeune frère n'ont pas d'autre compagnon que leur père. En 1826, Pierre Conscience se remarie avec une veuve beaucoup plus jeune que lui, Anna Catherina Bogaerts.
Henri développe un appétit insatiable pour la lecture. Peu après son nouveau mariage, Pierre se met à détester la ville d'Anvers, vend son commerce et se retire en Campine, la région située entre Anvers et Venlo. Là, dans une petite ferme entourée d'un grand jardin, les garçons passent des semaines et même des mois sans autre fréquentation que celle d'Anna Catherina Bogaerts.

## Les débuts
À l'âge de dix-sept ans, Henri quitte la maison paternelle pour devenir tuteur à Anvers et continuer ses études qui sont bientôt bouleversées par la révolution belge de 1830. Peu après l'indépendance de la Belgique, il se trouve en effet en ville lors du bombardement d'Anvers du 27 octobre 1830. En 1831, il se porte volontaire comme soldat au sein du 2e régiment de Chasseurs à pied dans la nouvelle armée belge. Il sert dans les casernes de Venlo puis de Termonde jusqu'en 1837 ; il atteint le grade de sergent-major. À l'armée, il se retrouve ainsi parmi les Flamands de toutes les classes sociales et observe de près leurs habitudes mentales. Le jeune homme décide alors d'écrire dans la langue méprisée du pays, le dialecte flamand, un idiome considéré alors comme trop paysan pour être parlé et surtout écrit par les francophones qui formaient, en Flandre, la bourgeoisie.
Pourtant, à proximité, les Néerlandais possèdent une littérature riche en néerlandais, une langue proche du flamand, considérée, du temps de la révolution belge, comme la langue du protestantisme, qui le roi Guillaume Ier avait tenté d’imposer quand la Belgique faisait encore partie du royaume uni des Pays-Bas et, donc, rejetée dans le pays, y compris en Flandre. Henri se rend compte que la nouvelle division territoriale constitue une opportunité, en mettant en place des conditions favorables à l'éclosion d'une littérature dans une langue qu'il décrit comme romantique, mystérieuse, profonde, énergique même sauvage. « Si je parviens à écrire, je me jetterai à corps perdu dans la composition flamande. »
Ses poèmes, cependant, écrits alors qu'il était militaire, sont tous en langue française. Après son départ de l'armée, il ne reçoit pas de pension et il est au chômage. Fortement déterminé, il écrit pour vendre un livre en flamand. Inspiré par un passage de François Guichardin, il écrit une série de scènes situées à l'époque de la révolte des gueux, sous le titre In 't Wonderjaar 1566. Ce texte est publié à Gand en 1837. Son père trouve tellement choquant le fait que son fils écrive un livre en flamand qu'il le jete dehors. Le romancier n'a alors comme seule fortune que deux francs belges et quelques vêtements.

## La reconnaissance

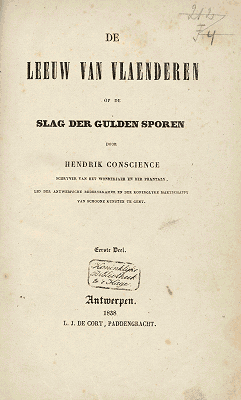
Première page de De leeuw van Vlaenderen

Un ancien camarade d'école le trouva dans la rue et le prit chez lui. Bientôt, des gens de la haute société, notamment le peintre reconnu Gustave Wappers, s'intéressèrent à ce jeune homme ambitieux mais malheureux. Wappers lui donna un costume et le présenta au roi Léopold Ier. Ce dernier avait par ailleurs fait la demande, qui ne fut pas immédiatement exécutée pour des raisons bureaucratiques, que le Wonderjaar soit ajouté à la bibliothèque de chaque école du royaume. Ce fut sous le patronage de Léopold Ier qu'il publia son second livre, Fantasy, en 1837. Un emploi modeste aux archives provinciales lui assura des revenus réguliers et, en 1838, il fit paraître son roman historique le plus célèbre, Le Lion des Flandres. Au cours de la décennie suivante, il publia Comment devenir un peintre (1843), Ce que peut souffrir une mère (1843), Siska van Roosemaei (1844), Lambrecht Hensmans (1847), Jacob van Artevelde (1849) et Le Conscrit (1850). Pendant ces années-là, il vécut une existence variée, durant treize mois comme sous-jardinier dans une maison de campagne, puis finalement comme secrétaire de l'Académie des beaux-arts d'Anvers. Il fallut beaucoup de temps avant que ses livres — applaudis mais rarement achetés — lui permissent d'être un peu indépendant. Ses idées, cependant, commencèrent à être admises. Lors d'un congrès flamingant qui eut lieu au début de 1841, ses écrits furent comparés à une graine pour une littérature de type national. Aussi les nationalistes flamands encouragèrent-ils leur circulation. Son oeuvre, qui a été traduite rapidement en français (l'éditeur parisien Michel Lévy publie déjà des Oeuvres complètes d'Henri Conscience à partir de 1854), fut bien accueillie également par la critique belge francophone : elle incarnait aussi, en effet, le romantisme national belge et son esprit indépendantiste. Elle joua donc un grand rôle dans la production d'un narratif identitaire, et plus généralement d'une mémoire nationale : la valorisation, par le roman historique, des grandes heures de la Flandre, - ou même des Pays-Bas, comme dans Batavia (1858) - pouvant être interprétée aussi comme une allégorie du jeune Royaume, à cette époque en pleine prise de conscience de ses ambitions, y compris ses ambitions expansionnistes (dans Batavia, un jeune esclave nègre appelé Congo y est finalement affranchi en récompense de son attachement fidèle...).
En 1845, Henri Conscience fut fait chevalier de l'ordre de Léopold. Écrire en flamand avait cessé d'être ridicule, et au contraire, utiliser l'idiome du prolétariat était presque devenu une mode. Il demeure connu comme celui qui a « appris à lire à son peuple » (hij leerde zijn volk lezen en flamand). Cette devise est apposée sur le frontispice de nombreuses bibliothèques flamandes.
En 1845, Henri Conscience publia une Histoire de la Belgique, mais on lui conseilla de revenir aux présentations des vies ordinaires et pittoresques qui étaient sa spécialité. Il publia ensuite Aveugle Rose (1850), Rikketikketak (1851), Le Gentleman pourrissant (1851), La Misère (1853). Il commença à avoir des imitateurs.
En 1855, les premières traductions commencèrent à paraître. De 1868 jusqu'à son décès en 1883, Conscience fut le premier conservateur du musée Wiertz. Il continua à produire des romans avec une grande régularité ; il y en eut plus de quatre-vingts au total. Il était devenu une célébrité dans la ville d'Anvers et son soixante-dixième anniversaire donna lieu à des festivités publiques.
Il mourut après une longue maladie dans sa maison et on lui fit des funérailles nationales. Il est inhumé à Anvers, au Schoonselhof.
Les portraits de Conscience le présentent avec de long cheveux souples, des yeux sombres contemplatifs sous de grands sourcils, un nez pointu et une grande bouche de bonne humeur. Au cours de ses dernières années, il portait une longue barbe blanche.
Ses fresques historiques n'ont plus la popularité qu'elles ont connue dans le passé, mais la description qu'il fait de la vie des gens ordinaires dans leur vie quotidienne conserve sa valeur sociologique.

## Œuvre
- 1837 : In 't Wonderjaer 1566
- 1837 : Phantasy
- 1838 : Le Lion des Flandres (en néerlandais : De Leeuw van Vlaenderen[4])
- 1843 : Hoe men schilder wordt
- 1843 : Wat een Moeder lijden kan
- 1844 : Siska van Roosemael
- 1845 : Geschiedenis van België
- 1845 : Geschiedenis van graaf Hugo van Craenhove en van zijnen vriend Abulfaragus
- 1846 : Avondstonden
- 1846 : Eenige bladzyden uit het boek der natuer
- 1847 : Lambrecht Hensmans
- 1849 : Jacob van Artevelde
- 1850 : Le Conscrit (en néerlandais : De Loteling)
- 1850 : Baes Gansendonck
- 1850 : Houten Clara
- 1850 : Blinde Roza
- 1851 : Rikke-tikke-tak
- 1851 : De arme edelman
- 1853 : De Gierigaard
- 1853 : De Grootmoeder
- 1853 : De Boerenkrijg
- 1854 : Hlodwig en Clothildis
- 1855 : De Plaeg der Dorpen
- 1855 : Het Geluk van Rijk te zijn
- 1856 : Moeder Job
- 1856 : Jubelfeesten
- 1856 : De geldduivel
- 1858 : Batavia
- 1858 : Redevoeringen
- 1858 : De omwenteling van 1830
- 1859 : Simon Turchi
- 1859 : De Kwaal des Tijds
- 1860 : De Jonge Dokter
- 1860 : Het IJzeren Graf
- 1861 : Bella Stock
- 1861 : De burgers van Darlingen
- 1862 : Het Goudland
- 1862 : Moederliefde
- 1863 : De Koopman van Antwerpen
- 1864 : Een Uitvinding des Duivels
- 1865 : Mensenbloed
- 1865 : De Ziekte der Verbeelding
- 1865 : Bavo en Lieveken, couronné du Staatsprijs voor Letterkunde
- 1865 : Valentijn
- 1865 : De Burgemeester van Luik
- 1868 : Levenslust
- 1870 : De Kerels van Vlaanderen
- 1872 : Koning Oriand
- 1872 : Een Goed Hart
- 1872 : Eene O te veel
- 1872 : Een Stem uit het Graf
- 1872 : Een Zeemanshuisgezin
- 1872 : Een Slachteroffer der Moederliefde
- 1872 : De Twee Vrienden
- 1872 : De Baanwachter
- 1873 : Korte Levensbeschrijving van F.A. Snellaert
- 1873 : De Minnezanger
- 1873 : De Dichter en zijn Droombeeld
- 1873 : De Keus des Harten
- 1874 : Everard 't Serclaes
- 1874 : Eene verwarde zaak
- 1875 : Levensbeschrijving van Willem Demol
- 1875 : Schandevrees
- 1876 : Gerechtigheid van Hertog Karel
- 1877 : De Oom van Felix Roobeek
- 1878 : De Schat van Felix Roobeek
- 1879 : Het wassen Beeld
- 1880 : De Gekkenwereld
- 1880 : De Welopgevoede Dochter
- 1881 : Geld en Adel
- 1888 : Geschiedenis mijner jeugd
- 1889 : De Duivel uit het Slangenbos, terminé et publié par sa fille, Maria Antheunis-Conscience

## Récompenses
- 1855 : Staatsprijs voor Letterkunde pour De Loteling
- 1870 : Staatsprijs voor Letterkunde pour Bavo en Lieveken

## Honneurs
- Chevalier de l'ordre de Léopold (1er juin 1845)[5].
- Officier de l'ordre de Léopold (19 juillet 1856)[5].
- Commandeur de l'ordre de Léopold (28 mai 1872)[5].
- Grand officier de l'ordre de Léopold (9 mai 1881)[5].